# Île Santa Cruz (La Corogne)
L' Île Santa Cruz, (en espagnol Isla de Santa Cruz  et en galicien Illa de Santa Cruz), est une île située face à Port de Santa Cruz (es) de la ville galicienne de Oleiros, en Espagne.

## Description
D'une superficie de 1,9 ha, elle est ronde et légèrement vallonnée, couverte d'arbres et de jardins et reliée à la terre par un pont en bois.

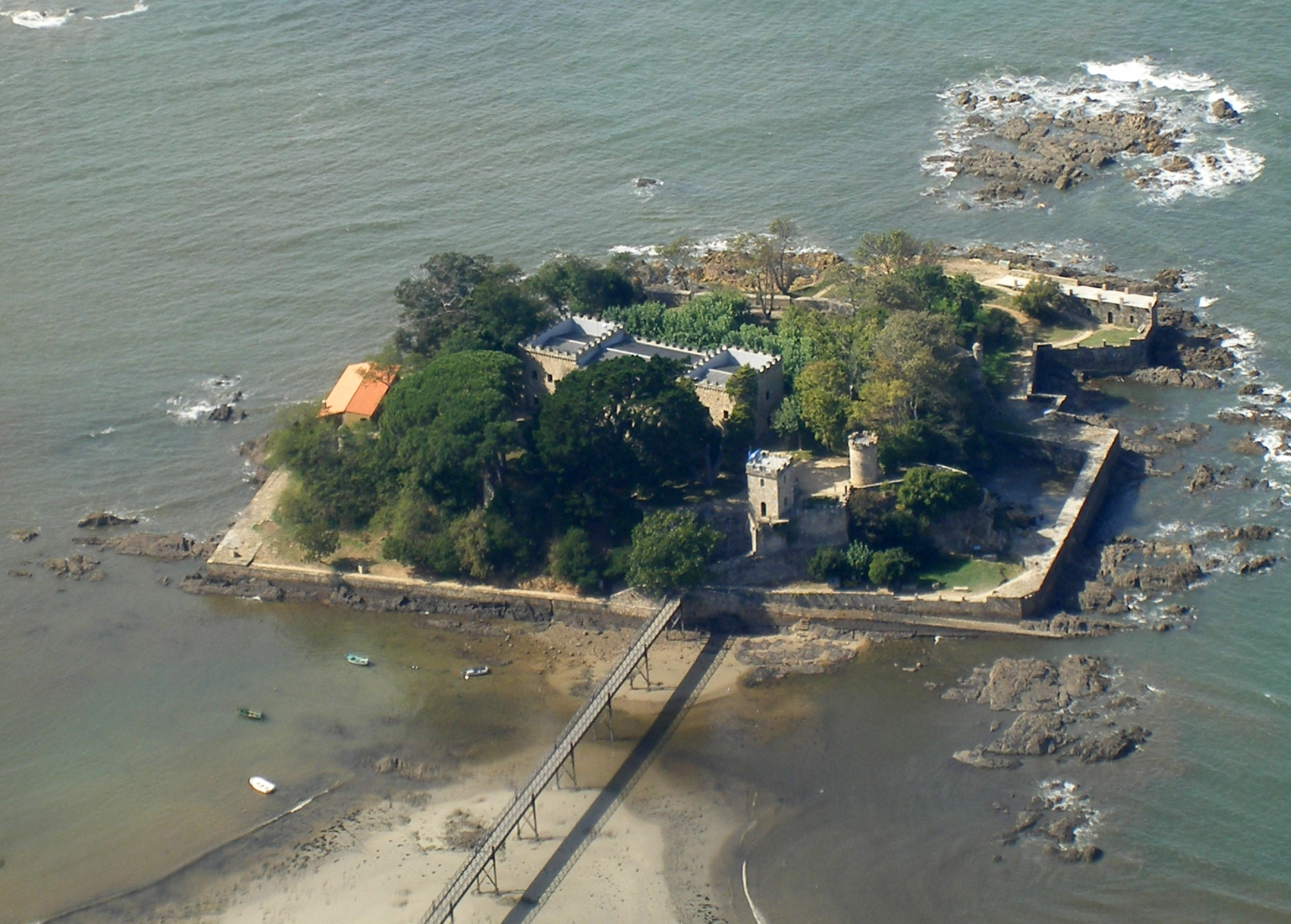
Vue aérienne.

Sur l'île se dresse aujourd'hui un château destiné à la recherche scientifique et à la diffusion (c'est le siège du Centro de Extensión Universitaria e Divulgación Ambiental de Galicia). Ce monument peut être considéré comme le symbole de l'hôtel de ville.
Ce château est situé dans une enclave d'une grande beauté naturelle et pittoresque sur un îlot de la crique de Santa Cruz. Sa construction fut ordonnée au XVIe siècle par le général Diego das Mariñas pour compléter le système défensif de la baie de La Corogne, avec le château de San Antón et celui de San Diego. Au cours des siècles suivants, il perdit sa valeur stratégique jusqu'à devenir un pazo de la famille de l'écrivain Emilia Pardo Bazán. Après la mort de la fille de la comtesse, il fut donné à la cavalerie, qui l'utilisa comme résidence d'été pour les orphelins militaires. Il appartient actuellement à la mairie et abrite le CEIDA. Il accueille des expositions, des cours et d'autres événements éducatifs. Il dispose d'une collection permanente et d'une bibliothèque. Des visites guidées sont organisées.

## Galerie

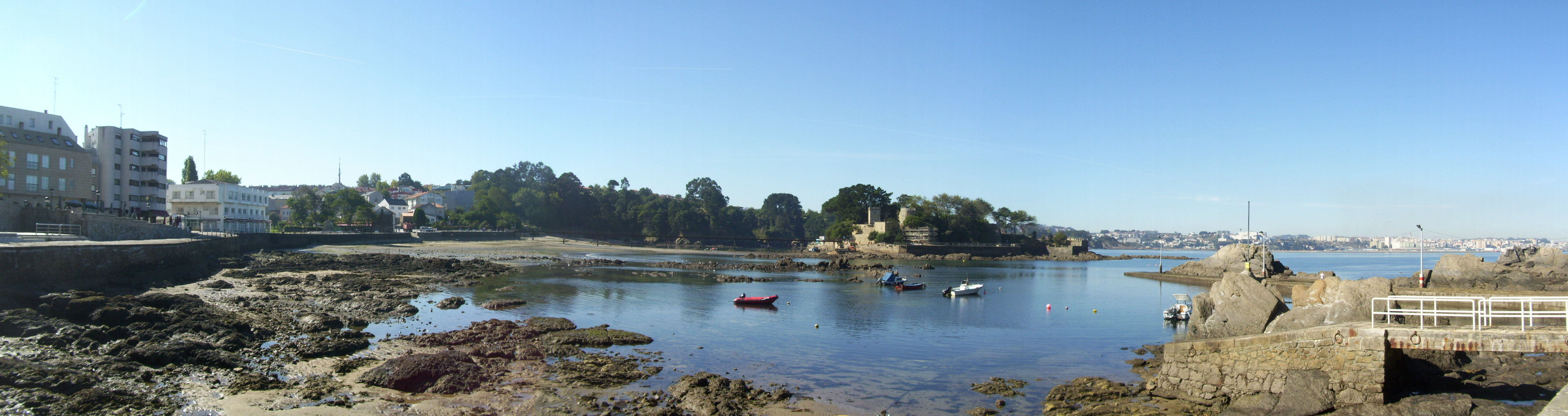
P orto de Santa Cruz